# Kale
Kale so naselje v Občini Žalec. Nahajajo se nad znamenito Jamo Pekel pri Šempetru. Kale mejijo na Ponikvo pri Žalcu.